# 古賀繁一 (実業家)
古賀 繁一（こが しげいち、1903年4月20日 - 1992年12月4日）は、日本の経営者、造船技術者。三菱重工業社長、会長を務めた。福岡県出身。

## 経歴・人物
福岡県柳川市の出身で旧制伝習館中学、旧制第五高校を経て、1926年に東京帝国大学工学部船舶工学科を卒業し、同年に三菱造船に入社した。戦艦「武蔵」の設計に携わっていた。1964年に三菱重工業専務に就任し、1971年12月に社長に昇格した。1973年5月から1977年までに会長を務め、1977年から相談役を務めた。
国際貿易促進協会副会長、成蹊学園理事長なども歴任した。
1967年に藍綬褒章を受章し、1973年に勲一等瑞宝章を受章した。
1992年12月5日肺炎のために死去。89歳没。